# گردسیاه
روستای گردسیاه روستای و کوهستانی از توابع بخش رویدر شهرستان خمیر در استان هرمزگان در جنوب ایران است. روستا بین تَل و تپه و ماهور قرار گرفته‌است.

## جمعیت
دارای ۴۹ نفر (۱۰ خانوار) جمعیت است. ساکنان این روستا مردمانی کاسب کار و زحمت کش ومذهبی هستند. بیشتر آنان به آن سوی خلیج فارس برای کسب رزق سفر می‌کنند. مردم روستای گردسیاه از اهل سنت و شافعی مذهب یعنی از پیروان امام محمد ادریس شافعی هستند.

## مردم گردسیاه
و آنچه امروزه مشاهده می‌شود مردمانی هستند اصیل و با ایمان ودارای خلق وخوئی آرام و صلح طلب که ستیزه‌ای با همدیگر و با مردم منطقه ندارند. دوستی وسخاوت از صفات آنان است.
درای دارای مسجد، دبستان، آب‌انبار (برکه) است، شغل اهالی دامداری است.